# Самборский хлебокомбинат
Самборский хлебокомбинат — предприятие в городе Самбор Львовской области Украины.

## История

### 1944 - 1967
В ходе Великой Отечественной войны с 29 июня 1941 года до 7 августа 1944 года райцентр Самбор Самборского района Дрогобычской области УССР был оккупирован немецкими войсками. При отступлении гитлеровцы сожгли, разрушили и взорвали свыше 500 зданий и строений (в том числе, городскую электростанцию и промышленные предприятия). Общий убыток городскому хозяйству составил 10,7 млн. рублей, однако вскоре после освобождения города началось его восстановление.
В сентябре 1944 года начали работу ремонтный завод и кирпичный завод, в начале ноября 1944 года дала первый ток городская электростанция, что обеспечило возможность восстановления других предприятий. Хлебопекарное производство в Самборе пришлось восстанавливать фактически заново - в 1944 году здесь действовала всего одна небольшая пекарня на две печи.
В соответствии с четвёртым пятилетним планом восстановления и развития народного хозяйства СССР после окончания войны в Самборе был построен хлебозавод, ставший одним из крупнейших предприятий города. В дальнейшем, этот хлебозавод был преобразован в хлебокомбинат (основные производственные операции на котором были механизированы и его мощность в 1966 году составляла 30 тонн хлеба и хлебобулочных изделий в сутки). 

### 1967 - 2021
В соответствии с восьмым пятилетним планом развития народного хозяйства СССР в Самборе был построен новый хлебокомбинат производственной мощностью 65 тонн хлебобулочных изделий в сутки, который был введён в эксплуатацию в 1967 году.
В целом, в советское время хлебозавод (а позднее - построенный в 1967 году новый хлебокомбинат) входили в число крупнейших предприятий города.
После провозглашения независимости Украины хлебокомбинат перешёл в ведение Государственного комитета пищевой промышленности Украины. В июле 1995 года Кабинет министров Украины утвердил решение о приватизации комбината. В дальнейшем, государственное предприятие было преобразовано в открытое акционерное общество. В июне 1999 года Кабинет министров Украины передал комбинат в коммунальную собственность Львовской области.
В 2004 году хлебокомбинат вошёл в состав ОАО "Концерн Хлебпром".
В августе 2006 года на комбинате была установлена полностью автоматизированная универсальная линия по производству подового белого и чёрного хлеба мощностью 18 тонн хлеба в сутки. В это время плановая мощность предприятия составляла 55 тонн хлебобулочной продукции в сутки.
В начале 2018 года руководство ЗАО "Хлебпром" приняло решение о закрытии Самборского хлебокомбината. После закрытия предприятия в начале февраля 2018 года около 50 из 170 работников комбината встали на учёт в Самборском центре занятости населения как безработные, но некоторое количество было трудоустроено на Львовском хлебозаводе № 1 и Львовском хлебозаводе № 5 (также находившихся в собственности ЗАО "Хлебпром").
Самборский хлебокомбинат, который длительное время находился в состоянии простоя после закрытия «Концерном Хлебпром», был приобретён в 2021 году компанией «СЭМ ЭКОПАК». Новый владелец инвестировал в модернизацию и создал на его базе новое предприятие, ориентированное на производство экологической упаковки из пульперкартона. Завод обеспечил более 250 новых рабочих мест, что стало значительным вкладом в развитие региона.

## Деятельность
Комбинат производил хлебобулочные изделия.